# Mandorla
Mandorla (latinsko vesica piscis) je simbol, narejen iz dveh krogov enakega polmera, ki se sekata na način, da središče vsakega kroga leži na obodu drugega. Presek površin obeh krogov predstavlja mandorlo, ki je podobna obliki mandlja in po italijanskem izrazu za mandelj tudi dobi ime mandorla. Latinsko ime dobesedno pomeni »mehurja dveh rib«. V krščanskem srednjeveškem slikarstvu se mandorla uporablja kot ovalna avreola, znotraj katere so podobe Jezusa, Marije ali svetnikov.

## Uporaba
Uporabljala se je zlasti za oblikovanje lika Kristusa kralja ali Kristus v slavi v zgodnjesrednjeveški in romanski umetnosti, kot tudi bizantinski umetnosti istih obdobij. V ikonah vzhodne pravoslavne cerkve se je v mandorli upodabljalo svete trenutke, ki presegajo čas in prostor kot je vstajenje, Jezusova spremenitev in Smrt Marije. Mandorlo so pogosto slikali v več koncentričnih vzorcih barve, ki so temnejši proti sredini. To je v skladu z uporabo apofatične teologije.
V slavni romanski freski Kristusa v slavi, Sant Climenta de Taüll, z napisom Ego Sum Lux Mund ['Jaz sem luč sveta'] je vključena mandorla. 
Timpanon v Conquesu, Francija ima romanski relief Kristusa z gesto, ki kaže angele pri vznožju svečnikov. Šest zvezd, ki spominjajo na cvetoče rože, kažejo znane planete, vključno z Luno. Tu simbolika pomeni Kristus kot Sonce.  Arhivirano 2007-10-07 na Wayback Machine.
V enem posebnem primeru v cerkvi Saint-Barthelemy de Cervon (Nièvre), Kristus sedi obdan z osmimi zvezdami, ki spominjajo na cvetke. V Cervonu, kjer se mandeljev motiv ponovi na robu mandorle, je pet cvetov - prvi cvet se pojavi ob koncu zime, še pred listi mandljevca. To spominja na simboliko devetih razvejanih kandelabrov svečnika Hanukkah. V 12. stoletju je judovska eksegetska šola s sedežem v Narbonnu sovpadala z nastankom Kabale.  Poleg tega je Cervonovih osem zvezd / cvetov le šest listnih: Davidova zvezda, Morningstar, je navedena v Knjigi razodetja (22:16)  Arhivirano 2006-12-06 na Wayback Machine. (v enem od najstarejših rokopisov popolne hebrejske Biblije, Leningrajski kodeks, je Davidova zvezda vlita v osmerokotnik.)
V simboliki Hildegarde iz Bingna se mandorla nanaša na kozmos. 
Simbol so uporabljala tudi stara ljudstva Mezopotamije, Azije in Afrike.